# Municipio de Hartland (Illinois)
El municipio de Hartland (en inglés: Hartland Township) es un municipio ubicado en el condado de McHenry en el estado estadounidense de Illinois. En el año 2010 tenía una población de 2031 habitantes y una densidad poblacional de 21,89 personas por km².

## Geografía
El municipio de Hartland se encuentra ubicado en las coordenadas 42°22′13″N 88°31′55″O / 42.37028, -88.53194. Según la Oficina del Censo de los Estados Unidos, el municipio tiene una superficie total de 92.8 km², de la cual 92.43 km² corresponden a tierra firme y (0.4%) 0.38 km² es agua.

## Demografía
Según el censo de 2010, había 2031 personas residiendo en el municipio de Hartland. La densidad de población era de 21,89 hab./km². De los 2031 habitantes, el municipio de Hartland estaba compuesto por el 94.83% blancos, el 0.15% eran afroamericanos, el 0.34% eran amerindios, el 0.64% eran asiáticos, el 0.2% eran isleños del Pacífico, el 2.86% eran de otras razas y el 0.98% pertenecían a dos o más razas. Del total de la población el 6.35% eran hispanos o latinos de cualquier raza.